# Emil Johansson
Oskar Emil Johansson (Vadstena, Östergötland megye, 1885, január 13. – Vadstena, Östergötland megye, 1972. január 10.) svéd olimpikon, kötélhúzó.
Az 1908. évi nyári olimpiai játékokon indult kötélhúzásban a svéd válogatottal. Rajtuk kívül még három brit rendőr válogatott és az amerikaiak indultak. Az első körben nem versenyeztek, majd az elődöntőben kikaptak a liverpooli rendőrség csapatától. A bronzmérkőzésen a Metropolitan Police "K" Division-tól is kikaptak, így negyedikek lettek.